# Östansjö (Söderhamns kommun)
 For alternative betydninger, se Östansjö. (Se også artikler, som begynder med Östansjö)
Östansjö er en tidligere småort i Söderala Sogn i Söderhamns kommun i Gävleborgs län i Sverige.
I 2015 ændrede SCB definitionen af småorter, og Östansjö viste sig ikke længere at opfylde kriterierne for en småort.